# Grúa (vehículo)

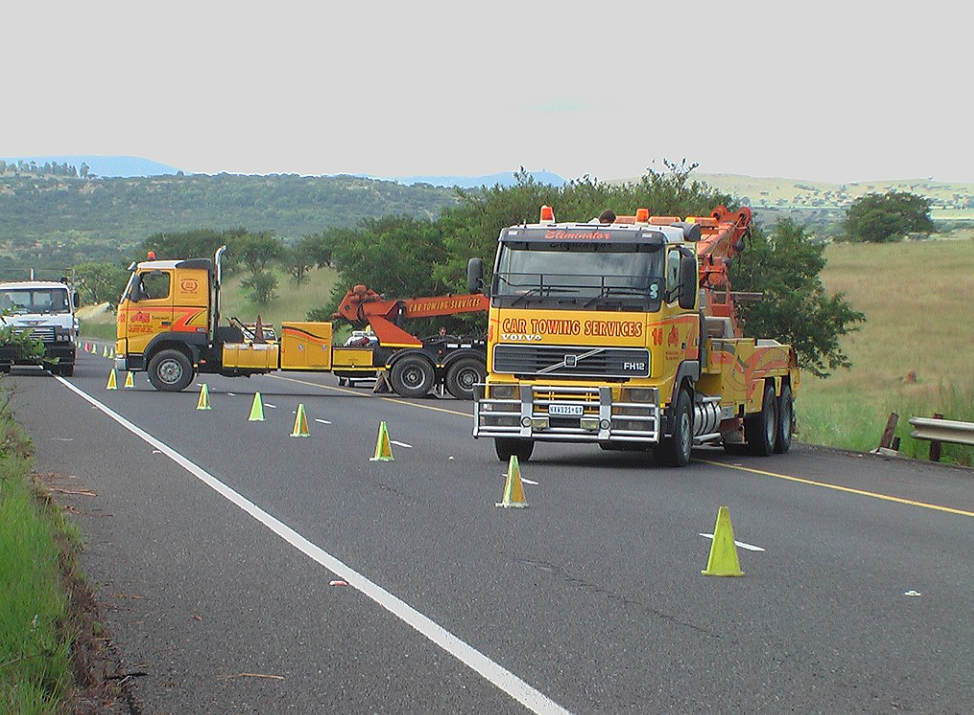
Camiones remolcadores grúa pesados trabajando en una carretera secundaria

Una grúa remolque es un vehículo utilizado para transportar automóviles, generalmente a un taller o para rescatarlos de sitios donde no hay una superficie adecuada para conducirlos.
Los servicios de remolque generalmente son provistos por un operador de emergencias vehiculares. Los automóviles son remolcados en casos de accidente de tránsito, estacionamiento en lugares inadecuados o manejo por parte del conductor bajo los efectos del alcohol u otras sustancias nocivas y desperfectos o fallas mecánicas.
La mayoría de las compañías de seguros automotores incluyen entre sus prestaciones el servicio de remolque sin cargo, hasta cierta distancia, para sus asegurados.

## Tipos de grúas

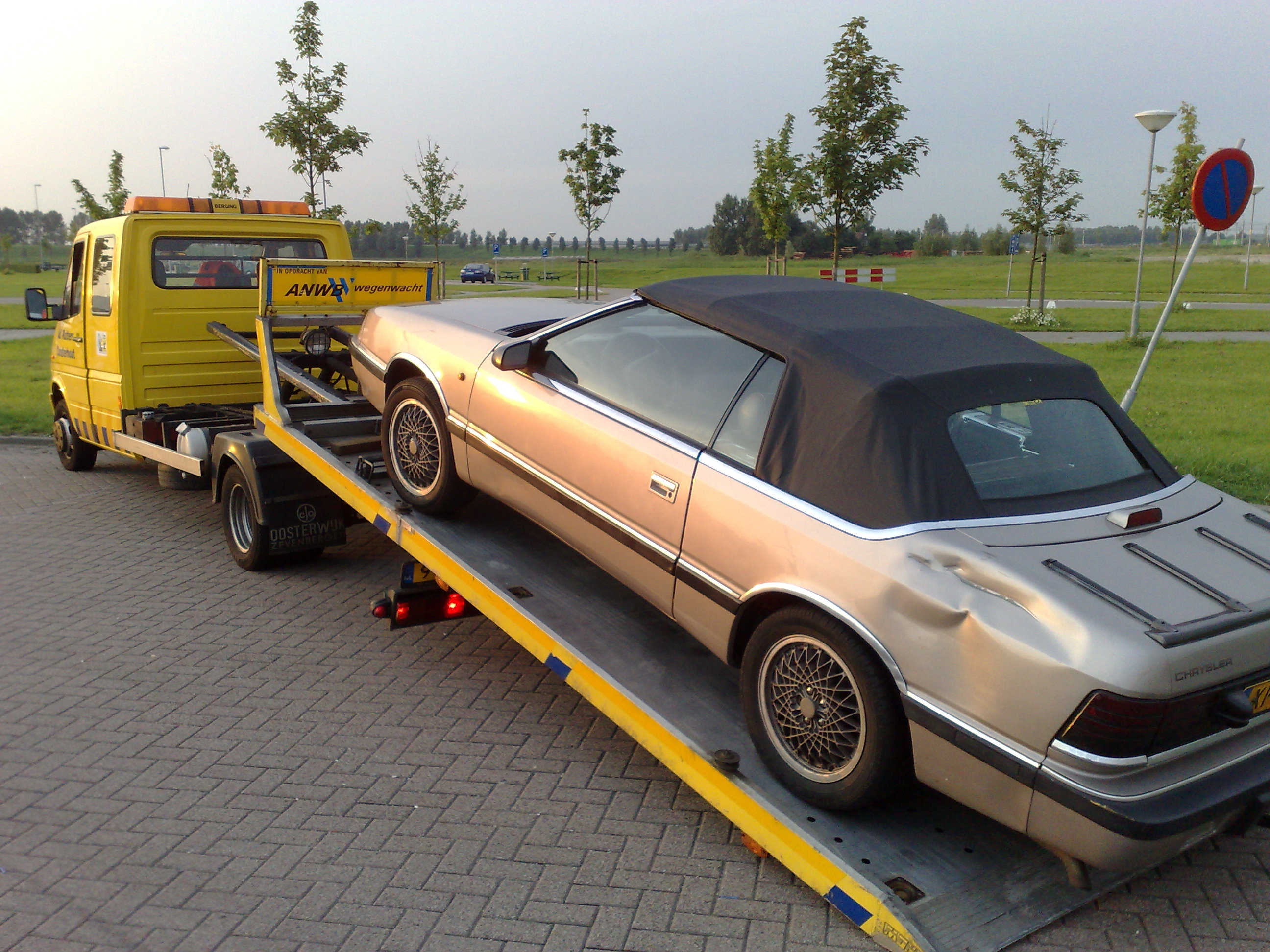
Vehículo subiendo a una plataforma.

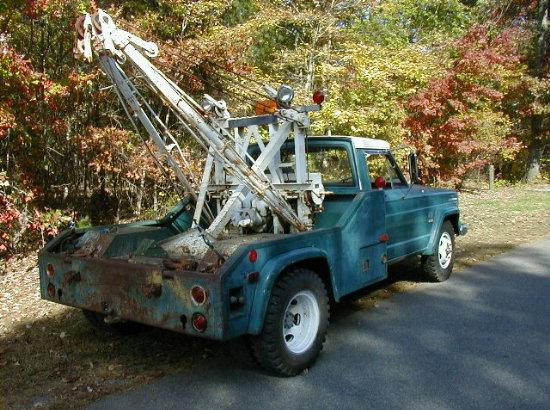
Antiguo modelo de grúa tenedor.

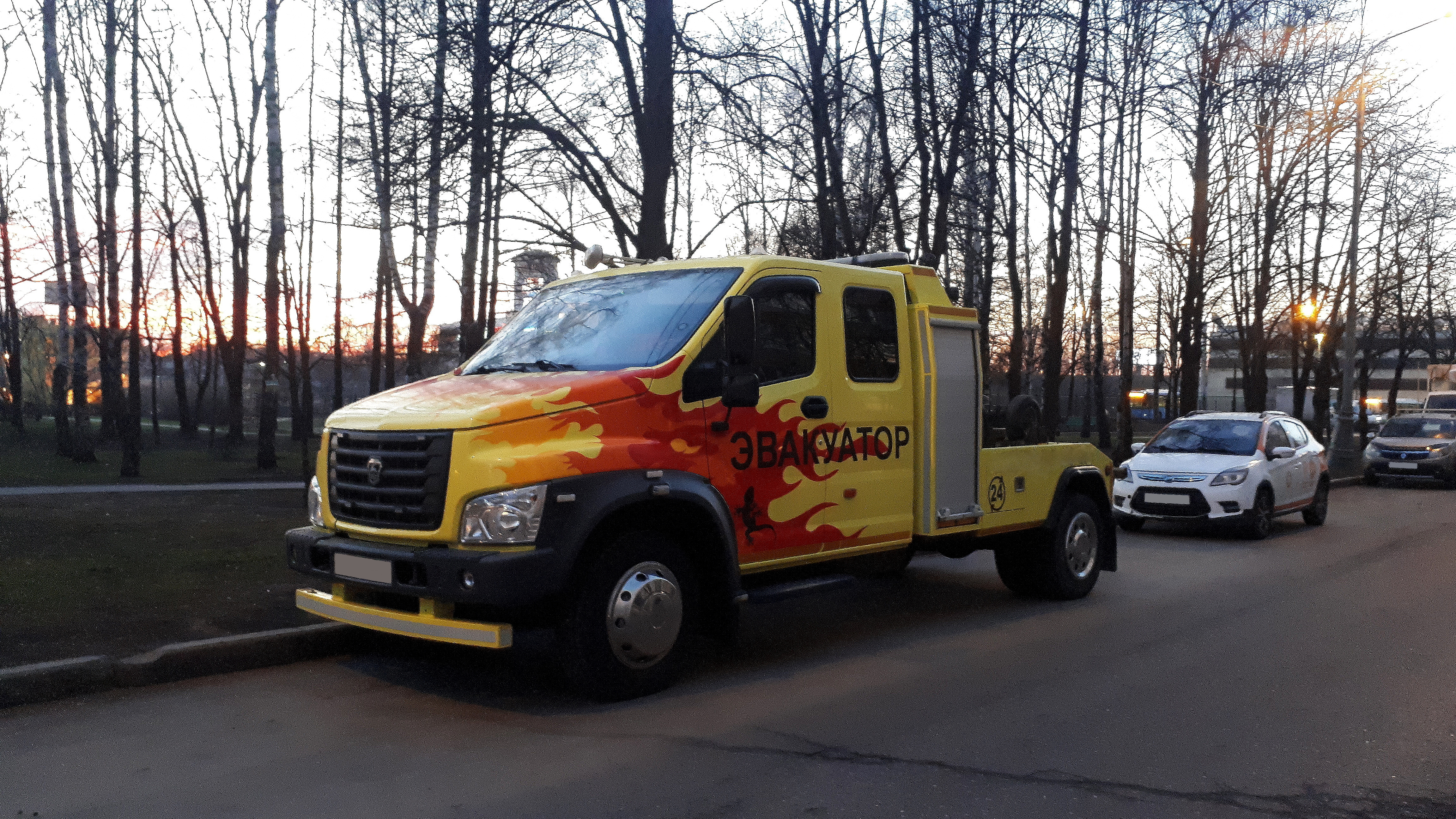
Grúa en el chasis GAZon Next.

- Camilla o plataforma: la camilla de auxilio está diseñada para el transporte de vehículos de hasta 2 500 kilogramos de peso. Posee una plataforma de acero en la cual es transportado el vehículo. Usualmente, están equipadas con un malacate (cable de acero) y elementos útiles para el amarre del vehículo a transportar, como eslingas.

- Percha o tope: este tipo de grúa está diseñada para el remolcar vehículos de hasta 1 800 kg. El sistema de anclaje permite tomar al vehículo a remolcar por sus neumáticos sin que exista posibilidad de dañarlo. Para acarrear vehículos que presentan deterioro en el tren trasero y delantero, que no pueden rodar, el equipo posee un sistema de bojes (carritos) sobre el cual se coloca uno de los trenes y el otro se toma con el sistema de anclaje.[3]

- Tenedor u horquilla: está diseñada para el remolque de vehículos de hasta 1 800 kilogramos. La horquilla está formada por cuatro elementos, con cuatro ranuras consecutivas para las distintas adaptaciones a la circunferencia de los neumáticos. Posee cadenas de seguridad para fijar las ruedas del vehículo a remolcar y carritos de cuatro ruedas para utilizar como remolque en caso de que los coches no puedan rodar. También se emplean para rescate de vehículos en caso de vuelco.

- Plato: esta clase de grúa está diseñada para remolcar vehículos de hasta 2 500 kilos. La unidad viene equipada con uñas o dispositivos de anclaje para distintos tipos de vehículos y carritos para auxilio de unidades con el tren rodante afectado.

- Grúas para vehículos pesados: están diseñadas para remolcar vehículos de hasta doce toneladas. Poseen dos malacates de levante, construidos para lograr la máxima estabilidad y eficiencia.